# یواس‌اس کلاکرینگ (اف‌اف‌جی-۴۲)
یواس‌اس کلاکرینگ (اف‌اف‌جی-۴۲) (به انگلیسی: USS Klakring (FFG-42)) یک کشتی است که طول آن ۴۵۳ فوت (۱۳۸ متر), در کل می‌باشد. این کشتی در سال ۱۹۸۲ ساخته شد.